# نينمورور
نينمورور (𒀭𒎏𒈨𒌴𒌴 ،dnin-me-ur 4 -ur 4) كانت إلهة بلاد ما بين النهرين تعتبر خادمة لعشتار. في تكوين البالاغ Uru-Ama'irabi وصفت على وجه التحديد بأنها واحدة من مستشاريها. ربما يكون اسمها مشتقًا من تسمية مزار نانايا الواقع في أوروك، والمعروف من نقوش سين جميل وأنعام. لقد كانت موضع عبادة بالفعل في العصر البابلي القديم. وتظهر أيضًا في النصوص الطقسية من أوروك السلوقية باعتبارها واحدة من الآلهة المرتبطة بعشتار والتي أُستدعيت خلال مهرجان أكيتو.

## الاسم والشخصية
وقد كتب اسم نينمورور بالخط المسماري على النحو التالي:د نين -مي-ور 4 -ور 4. متغير emesal ،ga-ša-an-me-ur 4 -ur 4 ، موثق أيضًا. يمكن ترجمتها من السومرية إلى "السيدة التي تجمع كل ما لدي ". اقترحت جوان جودنيك ويستنهولز تفسيرها على أنها "سيدة معبد مورور". من المعروف أن هناك العديد من دور العبادة التي تحمل هذا الاسم والمخصصة إما لإيشتر أو نانايا، حيث يقع أحدها في لارسا (كما هو موثق في صيغة السنة لغونجونوم )، وواحد في ماري (كما هو موثق في نقش لشامشي أداد الأول )، وواحد في أوروك ، وواحد في بابل. وفقًا لويستنهولز، من المفترض أن المعبد الأوروكي، الذي كان مخصصًا لنانايا، هو المقصود في هذه الحالة. يفترض أندرو ر. جورج أنه ربما كان جزءًا من مجمع إينا. يقترح بول ألان بوليو أنها كانت عبارة عن زنزانة، وليس بيت عبادة منفصل. أُعيدت بنائه من قبل سين جميل ثم من قبل أنام.
كان يُنظر إلى نينمورور على أنه خادم عشتار. تظهر بين الآلهة المرتبطة بها في قائمة آلهة إيسين. وهي تقع بين نينيجيزيبارا ، قيثارتها المؤلهة، ونينكينونا، إله الرسول المرتبط بها. في أحد مؤلفات البالاغ البابلية القديمة، أورو-أمايرابي،عُينت هي ونينيجيزيبارا كمستشارين لها (أد-جي 4 -جي 4). كما توصف أيضًا بأنها بالاغها. يشير هذا المصطلح إلى نوع من الآلات الوترية، وفقًا لفولفغانغ هايمبل، والتي يمكن تحديدها على أنها قيثارة. ومع ذلك، كان أيضًا تسمية لنوع من الآلهة الخادمة التي يُعتقد أنها تقدم المشورة لأعضاء رئيسيين في البانتيون. يُشار إلى نينمورور بشكل أكثر دقة باسم بالاج باندا، " بالاج صغير"، ربما لتمييز دورها عن الدور المخصص لنينيجيزيبارا، الذي وصفت أيضًا في هذا التكوين بأنه بالاج.

## يعبد
وثق نينمورور في مصادر من العصر البابلي القديم. وقد ذُكرت في مقطوعة البالاغ "أورو-أميرابى"، وفي قائمة آلهة إيسين، وفي نص آخر ينتمي إلى هذا النوع والذي قد يكون وفقًا لمانويل سيكاريللي أحد رواد أن = أنوم اللاحق. علاوة على ذلك، قد يكون من الممكن إثباتها في An = Anum نفسها (اللوح الرابع، السطر 80)، على الرغم من أن الاسم غير محفوظ بالكامل والترميم غير مؤكد.
تشير النصوص الطقسية إلى أن نينمورور كانت تُعبد في أوروك في العصر السلوقي، على الرغم من غيابها عن المصادر البابلية الحديثة السابقة من هذه المدينة. وقد ذُكرت في النص كار 13، وهو تعليمات لمهرجان أكيتو ، باعتبارها واحدة من أعضاء حاشية عشتار التي عبدت في إيريجال، وهو معبد مخصص بشكل مشترك لهذه الإلهة ونانايا على الأرجح بُني في الأصل في العصر الأخميني. يمكن ترجمة اسمها حرفيًا إلى "الملاذ العظيم"، على الرغم من أن جوليا كرول تزعم أنه ربما كان من المفترض أيضًا أن يشبه مصطلح إيركالا، وهو تسمية للعالم السفلي. يظهر نينمورور في هذا السياق جنبًا إلى جنب مع آلهة مثل "بنات إيانا"، ونينسيانا، ونينيجيزيبارا، وإيسارتو، وشاجيبادا، وإلهتين غير معروفتين تمامًا، هما أبيتورا وسارات باراكي. لاحظت جوان جودنيك ويستنهولز أن معظم هذه الآلهة كانت مرتبطة بالمعابد الموجودة في أوروك أو مع عشتار، وعلى هذا الأساس اقترحت أنها شكلت مجموعة تقليدية، على النقيض من تلك التي أُستدعي خلال مهرجان مماثل أقيم في نفس الفترة لأنتو. وعلى الرغم من وجود نينمورور في النصوص الطقسية، إلا أنها غائبة عن الوثائق القانونية ولم تُستدعى في الأسماء الثيوفورية.

### فهرس
- Asher-Greve، Julia M.؛ Westenholz، Joan G. (2013). Goddesses in Context: On Divine Powers, Roles, Relationships and Gender in Mesopotamian Textual and Visual Sources (PDF). Academic Press Fribourg. ISBN:978-3-7278-1738-0. مؤرشف من الأصل (PDF) في 2025-02-12.
- Beaulieu، Paul-Alain (2003). The Pantheon of Uruk during the Neo-Babylonian period. Leiden, Boston: Brill STYX. ISBN:978-90-04-13024-1. OCLC:51944564.
- Cavigneaux, Antoine; Krebernik, Manfred (1998), "Nin-me-urur",  (بالألمانية), vol. 9 {{استشهاد}}: الوسيط |title= غير موجود أو فارغ (help) and الوسيط |تاريخ الوصول بحاجة لـ |مسار= (help)
- Ceccarelli, Manuel (2020). "Ein neuer An = Anum-Vorläufer und ein Siegel mit Lobpreis auf den Gott Enki". mu-zu an-za3-še3 kur-ur2-še3 ḫe2-gal2: Altorientalistische Studien zu Ehren von Konrad Volk (بالألمانية). Zaphon. ISBN:9783963271021.
- George، Andrew R. (1993). House Most High: the Temples of Ancient Mesopotamia. Winona Lake: Eisenbrauns. ISBN:0-931464-80-3. OCLC:27813103. مؤرشف من الأصل في 2025-02-12.
- Heimpel، Wolfgang (2016). "Balang-Godspublisher=Harvard University Press". في Franklin، John Curtis (المحرر). Kinyras: the Divine Lyre. Washington, DC. ISBN:978-0-674-97232-2.{{استشهاد بكتاب}}:  صيانة الاستشهاد: مكان بدون ناشر (link)
- Krul، Julia (2018). The Revival of the Anu Cult and the Nocturnal Fire Ceremony at Late Babylonian Uruk. Brill. ISBN:9789004364936. مؤرشف من الأصل في 2024-12-26.
- Nicolet، Grégoire (2022). "Old Babylonian god-lists in retrospect: A new edition of TH 80.112". Syria. OpenEdition ع. 99: 9–78. DOI:10.4000/syria.14285. ISSN:0039-7946.